# 草河
草河，位于中华人民共和国辽宁省东部的一条河流，是爱河右岸支流，发源于本溪满族自治县草河掌镇西北长子山刘胡岭，蜿蜒向南，流经草河掌镇、草河城镇、凤城市弟兄山镇、凤城市区东郊草河街道等地，于草河街道平安村花家堡子东南汇入爱河。河流全长143.3千米，流域面积2176.44平方千米，河道平均比降2.5‰，年均径流量10.6亿立方米。草河流域森林资源丰富，是辽宁省的重点林区。